# M109 howitzer
M109 este un obuzier cu autopropulsie cu turele americane de 155 mm, introdus pentru prima dată la începutul anilor 1960 pentru a înlocui M44. Acesta a fost modernizat de mai multe ori, cel mai recent la M109A7. Familia M109 este cea mai obișnuită armă de sprijin indirect cu foc de brigadă de manevră a diviziilor de infanterie blindate și mecanizate.
M109 are un echipaj format din patru: șeful/comandantul de secție, șoferul, trăgătorul și manipulatorul/încărcătorul de muniție. Șeful sau trăgătorul țintește tunul spre stânga sau dreapta (deviere) și în sus și în jos (cadran).
Armata Britanică a înlocuit M109-urile sale cu AS-90. Mai multe forțe armate europene au sau înlocuiesc în prezent M109-uri mai vechi cu PzH-ul german Panzerhaubitze 2000. Modernizările la M109 au fost introduse de SUA (a se vedea variantele de mai jos) și de Elveția (KAWEST). Odată cu anularea XM2001 Crusader de către SUA și a Non-Line-of-Sight Cannon, M109A6 („Paladin”) va rămâne principala oboseală autopropulsată pentru SUA pentru viitorul prevăzut până când noul M1299 va intra în serviciu.

## Legături externe
Materiale media legate de M109 howitzer la Wikimedia Commons
- Gary's Combat Vehicle Reference Guide
- M109A7 155mm self-propelled tracked howitzer artillery vehicle (United States) on armyrecognition.com
- Fas.org
- Globalsecurity.org
- Israeli-weapons.com
- M109 Technical Manuals